# Lanišče
Lanišče je razloženo naselje nad severovzhodnim zatokom Ljubljanskega barja v Občini Škofljica. Nahaja se dober kilometer od Škofljice, pod avtocesto Ljubljana - Višnja Gora, na južnem pobočju hriba, za katerim se dviga Molnik (582 m). Pod naseljem teče železnica Ljubljana - Grosuplje.
Naselje se prvič omenja leta 1321. Tu so našli zaklad oglejskega denarja s konca 13. stoletja. Središče je okoli starodavne gotske cerkve sveta Uršule, prvotnega sedeža šmarske pražupnije. Cerkev je znana po poznogotskih freskah. Ena izmed fresk je tudi najstarejša freska pokrajine na Slovenskem. V kraju je veliko novih hiš. Severno od njega je zaselek Lisičje z istoimenskim gradom iz leta 1560.